# 北竿塘岐境玉封蕭王府廟
北竿塘岐境玉封蕭王府廟，位於中華民國福建省連江縣北竿鄉塘岐，一樓正殿主祀神為蕭府王爺（蕭望之），係由清光緒年間由周氏先人自福建泉州富美宮分靈至馬祖。現今的廟宇於1977年建於現址，後由於廟體結構老舊，於2003年重建，2004年12月26日落成，為北竿唯一的二層樓廟宇。